# Mirta Roses Periago
Mirta Roses Periago (n. Santa Fe, 20 de octubre de 1945), es una médica argentina, ganadora de un Diploma al Mérito en Salud Pública, un Premio Konex de Platino en Ciencia y Tecnología y del  Premio Konex de Brillante 2003.

## Estudios
Se graduó de médica cirujana en la Universidad Nacional de Córdoba en 1969. Obtuvo un diploma en Salud Pública con orientación en Epidemiología y el título de especialista en Enfermedades Infecciosas de la Universidad de Buenos Aires.

## Trayectoria
Fue Directora de la Organización Panamericana de la Salud (OPS), organismo de salud pública más antiguo del mundo, fundado en 1902, que además es la Oficina Regional para América de la Organización Mundial de la Salud (OMS). 
En septiembre de 2002, la doctora Roses fue elegida por los países de América, Directora de la Oficina Sanitaria Panamericana y asumió el puesto el 1 de febrero de 2003, por un período de 5 años, convirtiéndose en la primera mujer en alcanzar esa posición en el organismo de salud pública internacional. En 2003 obtuvo el Premio Konex de Brillante como mejor científica de la década de la Argentina.
En septiembre de 2007 fue reelegida por un nuevo período de 5 años, y ha sido ratificada como Directora Regional para las Américas por el Comité Ejecutivo de la Organización Mundial de la Salud.
Es profesora extraordinaria en la Facultad de Salud Pública y Administración de la Universidad Peruana Cayetano Heredia.
Fue condecorada con la Orden de la Salud Pública de Bolivia.